# Station Brighouse
Brighouse is een spoorwegstation van National Rail in Calderdale in Engeland. Het station is eigendom van Network Rail en wordt beheerd door Northern Rail. 

Panorama